# ジャック・イン・ザ・ボックスの大腸菌集団感染

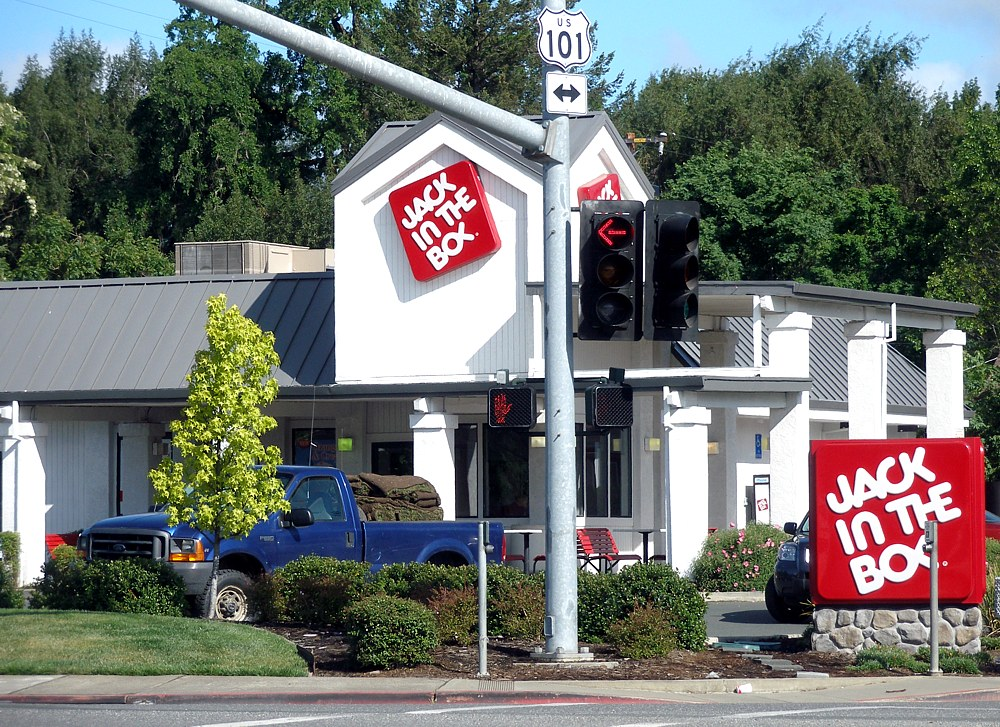
『ジャック・イン・ザ・ボックス』の店舗
（本事件とは関係無し）

ジャック・イン・ザ・ボックスの大腸菌集団感染は、1993年にアメリカ合衆国のハンバーガーチェーン「ジャック・イン・ザ・ボックス」において、ハンバーガーに使われていたビーフパティを生焼けのまま使用したことによって732人が腸管出血性大腸菌（O157）に感染した集団食中毒事件。

## 被害概要
発生はカリフォルニア州、アイダホ州、ワシントン州、ネバダ州のジャック・イン・ザ・ボックス73店舗にも及び、「大規模かつ広範囲に被害をもたらした史上最悪の食中毒事件」とされている。被害者の大半が10歳以下の子共であった。そのうち4人の子共が死亡（感染者との接触によって死に至った者を含む）し、178人以上が腎臓や脳に終身的な後遺症を負っている。
発生当初、多くのメディアの関心は当時まだ世間では耳慣れないこの原因菌「O157」とは何かに向けられ、加熱不足の牛肉が発生源となった製造過程の問題にはあまり向けられなかった。この菌自体は1982年に発生した食中毒事件（オレゴン州、ミシガン州のマクドナルドで同じく加熱不足のハンバーガーが販売された）から認識されており、以降アメリカ国内で22件の発生が確認され結果的に35人が死亡している。

## 原因
健康診査官は、当時「So good it's scary!（恐ろしいほどうまい!）」という文句と値引き戦略による特別販促期間中だった「モンスター・バーガー」の汚染状況について調査した。すると、現場のスタッフたちは延々と続く高い需要に対する対応に忙殺されており、製造過程において適切な加熱時間を確保できていなかったか、殺菌に足る十分な調理温度に達していなかったことが明らかになった。当時、フードメーカー（ジャック・イン・ザ・ボックスの親会社）社長は記者会見で、大腸菌大量発生の責任はヴォンズ社（汚染バーガー肉の供給元）にあると非難した。しかし当のジャック・イン・ザ・ボックスは、ハンバーガー肉を155 °F (68 °C)まで加熱して調理することを義務付けているワシントン州法を知っていながら、それを店舗はおろか会社ぐるみで無視して調理をしていた。裁判公判記録やワシントン州政府保健局の専門家によると、このファーストフード店が州の基準を満たした調理をしていれば、致命的な大腸菌集団感染は防ぐことが出来たとされている。アメリカ疾病予防管理センター（CDC）による後の調査で、「汚染肉の有力な発生源」としてアメリカ国内5工場とカナダ1工場の屠殺場が特定された

## 影響
リチャード・ダービン上院議員（民主党、イリノイ州）は、2006年の議会公聴会における食品安全に関する発言で、この件について「牛肉産業史上、極めて重要な事件」と評した。全米牛肉畜産業協会（NCBA）の開発・ナレッジマネジメント部門ヴァイスプレジデントのジェームズ・レーガンは、この事件について「業界を大きく揺るがし、我々が今日まで続けている（食品安全に関する）取り組みの大きな流れを作った」と発言した。社会問題となったこの事件をきっかけに各方面で以下のような対策が行われている。
- 腸管出血性大腸菌O157が、全米すべての州政府保健局において報告義務のある病原体に指定された[21]。
- アメリカ食品医薬品局（FDA）は、調理済みハンバーガーにおける推奨内部温度をそれまでの140 °F (60 °C)から155 °F (68 °C)に引き上げた[4][21]。
- アメリカ農務省食品安全検査局（FSIS）は、加熱不足（生焼け）のハンバーガーに関する危険性を消費者に警告した上で、スーパーマーケットで個別販売される非加熱の牛肉及び鶏肉を対象に安全性を証明する認定証の発行を開始した[4][21]。ただ、この認定や危険性の啓蒙といった一連の動きについて業界内からは批判や反対意見が相次いでいる[9]。
- 食品安全検査局（FSIS）は、挽肉過程における大腸菌検査を開始した[4]。
- アメリカ農務省（USDA）は、腸管出血性大腸菌O157を挽肉における有害物質として再分類した[22]。
- アメリカ農務省（USDA）は、「病原菌低減：危害分析重要管理点」（the Pathogen Reduction and Hazard Analysis and Critical Control Point、通称：PR/HACCP）による食品管理制度を導入した[4][22][23][24]。
- 全米牛肉畜産業協会（NCBA）は、牛肉屠殺場における腸管出血性大腸菌O157の滅菌に関する基礎研究を行うタスクフォースを組織した[4]。
- ジャック・イン・ザ・ボックスはその後徹底的な検証を受け、全ファストフード業界にまたがった新たな基準の策定、食の安全を最優先事項とした企業の経営体制の確立に徹した[20]。
- 被害者の親たちは、ビル・クリントン大統領との直接対話、アル・ゴア副大統領との面会、クリントン健康管理特別対策本部での証言、農務長官との協働、ワシントンD.C.へ出向いて食の安全問題に関する国会議員との議論などをして通して国民の意識を広げ、国策の転換を促す重要な役割を果たした[25] [26]。その後数人の親たちは農務省の牛肉及び鶏肉検査に関する規制政策アドバイザーを務めている[27]。